# داريا دي بريتيس
داريا دي بريتيس (من مواليد 31 أكتوبر 1956) قاضية دستورية في المحكمة الدستورية الإيطالية منذ 11 نوفمبر 2014، وأستاذة القانون. شغلت سابقًا منصب رئيس جامعة ترينتو.

## الحياة المهنية
داريا دي بريتيس كانت أستاذة في القانون الإداري والمقارن والقانون العام في جامعة ترينتو، حيث شغلت أيضًا منصب رئيس الجامعة قبل تعيينها في المحكمة الدستورية من قبل الرئيس الإيطالي جورجيو نابوليتانو في 18 أكتوبر 2014. في الجامعة درّست أيضًا دورات في القانون الأوروبي والقانون والجنس وعملت في الجامعة لأكثر من عشرين عامًا. أدت اليمين الدستورية يوم 11 نوفمبر 2014.
شغلت دي بريتيس أيضًا منصب رئيس القسم الإيطالي في المعهد الدولي للعلوم الإدارية.